# Tudivasum zanzibaricum
Tudivasum zanzibaricum là một loài ốc biển cỡ lớn, là động vật thân mềm chân bụng sống ở biển thuộc phân họ Vasinae, họ Turbinellidae.